# Râul Freman
Râul Freman este un curs de apă, afluent al râului Cioara. 